# Achille Longo
Pour les articles homonymes, voir Longo.
Achille Longo (Naples, 28 mars 1900 – Naples, 28 mai 1954) est un compositeur italien.

## Biographie
Fils du musicien, professeur de piano connu et directeur du Conservatoire de Naples, Alessandro Longo, Achille Longo est un représentant de l'école napolitaine du XXe siècle.
Il a composé de la musique symphonique, de musique de film et de la musique de chambre. Son Trio pour piano, violon et violoncelle était, dans les années quarante, l'un des fleurons du Trio di Trieste (it). Après avoir quitté rapidement les scènes de concert, il s'est consacré à l'enseignement, au journalisme et à la critique musicale, ainsi qu'à l'enseignement de la composition aux conservatoires de Parme et Naples.
Son engagement en tant que professeur était profond. Son livre publié par Ricordi sur les techniques de l'harmonisation des canti dati est réputé. Parmi ses élèves, on trouve Franco Margola, Bruno Mazzotta (it), Teresa Procaccini (en), Francesco De Masi, et Aldo Ciccolini.
Il a supervisé la musique pour de nombreux projets de films. Parmi ses compositions les plus connues: la musique de Non mi muovo! (it) de Giorgio Simonelli et celle de Patto col diavolo de Luigi Chiarini.
Il a été directeur du Conservatoire de Naples de 1944 jusqu'à sa mort.

## Liste partielle des œuvres

### Musique symphonique
- Serenata en Do majeur, pour orchestre
- Notturno pour orchestre

### Musique de film
- La fanciulla dell'altra riva (1942) dirigé par Piero Ballerini
- La bella addormentata (1942) dirigé par Luigi Chiarini
- Via delle cinque lune (1942) dirigé par Luigi Chiarini
- Non mi muovo! (1943)) dirigé par Giorgio Simonelli
- La Locandiera (1944) dirigé par Luigi Chiarini
- Patto con il diavolo (1949) dirigé par Luigi Chiarini
- L'ultimo amante (1954) dirigé par Mario Mattoli

### Musique de chambre
- Trio en si bémol pour piano, violon et violoncelle
- Sonata pour violoncelle et piano
- Sonatina pour hautbois et piano
- Sonatina pour violon et piano
- Quintetto pour piano et quatuor à cordes (1934)
- Quattro liriche napoletane sur des textes de Salvatore Di Giacomo pour voix et piano